# Buenaventura Rodríguez Parets
Buenaventura Rodríguez Parets (1860-1946) fue un abogado, periodista, empresario y escritor cántabro de origen indiano.

## Biografía
Nacido en Cienfuegos (Cuba), donde su padre regentaba un comercio al por menor, la familia retorna a Cantabria en 1870 a la muerte por cólera de su madre. Licenciado en Derecho por la Universidad de Oviedo (1883) se instala primero en Torrelavega y posteriormente en Santander, iniciando una labor a la vez jurídica, periodística, literaria y promotora de reformas sociales, como la edición del periódico El Dobra (1888), la fundación de la Escuela de Artes y Oficios de Torrelavega (1892), la Biblioteca Municipal de Santander (1908) o el Ateneo de Santander (1914). [cita requerida]
En compañía de su hermano Manuel y de su hermanastro Mauricio Rodríguez Lasso de la Vega inicia en 1895 la empresa fundadora del periódico El Cantábrico, dirigido por el periodista José Estrañi y Grau y en la que permanecerá hasta la muerte de Estrañi en 1920. En ese tiempo colabora asiduamente con el periódico, que se convertiría en uno de los más importantes de la región hasta su confiscación por las tropas franquistas en 1937. En 1916 El Cantábrico vendía siete mil seiscientos ejemplares y contaba con medio centenar de suscriptores en Santander. Entre sus publicaciones se incluyen numerosos artículos relacionados con la cultura, la historia y el folclore de Cantabria, siendo considerado por su discípulo Francisco Cubría Sáinz como "el abuelo" de los folcloristas regionales.[cita requerida]
Preocupado por la situación de la mujer y la cultura de las clases populares cabe encuadrarle dentro del movimiento regeneracionista y reformista liberal, manteniendo correspondencia con personalidades y políticos de la época, como Marcelino Menéndez Pelayo o Francisco Cambó. Presidente de la Liga Oficial de Contribuyentes (1910) y decano del Colegio de Abogados de Santander (1925), fallece en esta ciudad en 1946.[cita requerida]